# Io e te (Achille Lauro)
Io e te è un singolo del cantante italiano Achille Lauro, pubblicato il 22 ottobre 2021.

## Descrizione
Il brano fa parte della colonna sonora del film Anni da cane.

## Tracce
1. Io e te – 3:03